# Приірпіння (парк)
Регіональний ландшафтний парк «Приірпіння» — природоохоронна територія місцевого значення, розташована в Бучанському районі Київської області, у межах Білогородської сільської територіальної громади. Парк створено з метою збереження унікальних природних комплексів долини річки Ірпінь та її приток, а також для охорони біорізноманіття та розвитку екологічної мережі регіону.

## Історія створення
Парк було офіційно створено рішенням Київської обласної ради 17 жовтня 2023 року. Ініціатива належала місцевим громадам, екологам та депутатам обласної ради, які прагнули зберегти цінні природні території від забудови та інших форм господарської діяльності.

## Географія та розташування
Площа парку становить 347 гектарів. Він охоплює території поблизу сіл Неграші, Музичі, Бобриця, Лука, Гнатівка, Гореничі та Білогородка. До складу парку входять долини річок Ірпінь, Бобриця та Тростинка.

## Природна цінність
Територія парку включає лучні та заболочені ділянки, які є місцем існування багатьох видів флори та фауни. Зокрема, на території парку виявлено 13 видів тварин і птахів та 1 вид комах, занесених до Червоної книги України, а також 1 регіонально рідкісний вид рослин.

## Екологічне та історичне значення
Під час оборони Києва в лютому-березні 2022 року, затоплена долина річки Ірпінь відіграла важливу роль у зупинці наступу російських військ. Підрив дамби та природні умови місцевості створили перешкоди для ворога, що надало території додаткового історичного значення.

## Управління та перспективи розвитку
Управління парком здійснюється відповідними органами місцевого самоврядування за участі екологічних організацій та науковців. Планується розробка стратегії розвитку парку, яка передбачає збереження природних комплексів, розвиток екологічного туризму та проведення наукових досліджень.